# Herrera (Santiago del Estero)
Herrera es una localidad de la provincia de Santiago del Estero, Argentina. Es la cabecera del departamento Avellaneda. 

## Historia
En el año 1820, arribó a estas tierras el terrateniente Don José de la Cruz Herrera con su señora esposa Doña Catalina Montenegro. Hombre de noble linaje, establece en estas tierras la Estancia “Cejas”, que luego será conocido como Estancia de los Herrera, y en 1890 como Estación Herrera.
José de la Cruz hizo del lugar una zona prospera. Se instaló en una casona estilo colonial de paredes gruesas y puertas macizas para atenuar el ataque de los indios hostiles y bravíos. Hacia 1830 la Estancia Herrera se consolidó como una posta importante en el Camino Real del Salado, actual Ruta Nacional 34.
Los aborígenes del lugar (Juríes, Vilelas, Tonocotés, Sanavirones) que permanentemente hostigaban a los pobladores habrían de terminar con la vida de Absalón, el hijo menor de José de la Cruz. Esta triste perdida obligó a la familia Herrera a buscar nuevas tierras en la región del norte (actual Villa Mailín). Sin embargo, la Estancia Herrera no quedó desierta ya que muchos peones y sus familias continuaron la noble tarea que su patrón les había inculcado.
Para comienzos de la década de 1890 bajo la presidencia del General Julio Argentino Roca, los rieles alcanzaron la Estación Herrera con la instalación de los talleres de reparaciones (único con mesa giratoria), fue para el pequeño asentamiento un beneficio sin precedentes. Consecuencia de ello fue el crecimiento exponencial de su población, alentado por la llegada de ingenieros, operarios y personal de obra contratada en el lugar: carpinteros, artesanos, cocineros, carreros y hombres de pueblo. Las fondas, comedores y albergues generaron una nueva actividad en la región.
A su vez, durante los inicios de esta década también se creó la Seccional Policial N°3 (actualmente Departamental N°18) cuyo comandante fue Zacarías Herrera (cuyo nombre coincide casualmente con el hijo mayor de José de la Cruz) y su comisario principal Antonio Ruíz. El edificio actual fue inaugurado en 1945 y es una de las joyas arquitectónicas de estilo colonial que aún perdura.
En 1895 se extendió el servicio telegráfico en un radio de dieciocho kilómetros hasta San Antonio.
En el año 1896 se creó la Escuela Primaria Elemental “Amancio Alcorta”, llamada así en recuerdo del primer poeta santiagueño. Además, durante ese mismo año, se creó la parroquia local cuyo nombre hasta el día de hoy es Nuestro Señor de Mailín, y su vice patrona Nuestra Señora del Rosario.
Tan importantes acontecimientos dieron un fuerte impulso a la comunidad que en pocos años produjo la fundación oficial como pueblo, acontecimiento ocurrido el 29 de septiembre de 1900 bajo el gobierno de Dámaso Palacio.En esa época pertenecía aún al “Departamento 28 de Marzo” hasta el año 1911 cuando, mediante la ley provincial N.º 353, se reorganizó la división departamental de la provincia, constituyéndose el Departamento Avellaneda y Herrera como cabecera del mismo.
La fundación de Herrera hubo de generar el surgimiento de nuevas instituciones públicas como el Registro Civil, creado en el año 1903, cuyo primer encargado fue Belindo Herrera.
En el año 1926 los terrenos de casi todo el pueblo entraron en remate por una entidad bancaria (Banco Español) ya que habían sido puestos como garantía por el Estado Provincial en operaciones financieras no cumplidas. En este sentido el señor Elías Gubaira, destacado comerciante del pueblo hubo de adquirir la mayoría de ellos, de allí que todos los terrenos figuren a su nombre hasta nuestros días.
Durante estos primeros años del siglo XX los primeros faroles de luz artificial funcionaron a kerosene y el sereno Don José Mendoza era el encargado de encender los mismos. En el año 1930 se instala una usina de corriente continua, propiedad de Don Juan Pfeiffer, que brindaba un servicio de energía eléctrica de 19:00 a 00:00 horas. Se iluminaban las calles con cien lámparas de cien bujías. En 1935 la usina pasó a manos del señor Elías Gubaira.
En 1936 se llamó a licitación para la construcción del mercado y matadero municipal, obras que se concretaron e inauguraron en el año 1938. Por ese entonces se trataba de solo un galpón de chapas con divisiones internas de alambre tejido. Estaba ubicado donde hoy se funciona la biblioteca Alfonso Nassif.
En 1941 se inauguró la plazoleta General San Martín con el busto que perpetúa la memoria del glorioso libertador, que ocupaba el centro mismo de la plazoleta.
En 1950 Don Pedro Villarreal y su señora Doña Jesús de Villarreal habrían de poner la primera botica para la atención de la salud en la población. Así también Don Luis Akel y su hermana Borbara, comerciantes de ramos generales, traerían los primeros pañuelos y sombreros, al igual que las familias Valentini y Lugones desde los años treinta expedían combustibles como “nafta”. En 1968 se crea la primera cabina telefónica, la cual funcionó en varias casas de familia, cómo la de Doña Norma Aranda, Rojo Tejeda, Emilio Iribas, para finalmente pasar al mercado municipal.
En el año 1972 se creó el Colegio Agrotécnico Nro. 3, el cual cambió de nombre y modalidad años después pasando a llamarse “República de Venezuela”. En 1983 se creó el Instituto de Formación Docente Nro. 12, donde hoy se cursan dos carreras docentes y se desarrollan carreras de capacitación y actualización docente.

## Población
Cuenta con 1,894 habitantes (Indec, 2010), lo que representa un incremento del 20,3% frente a los 1,574 habitantes (Indec, 2001) del censo anterior.

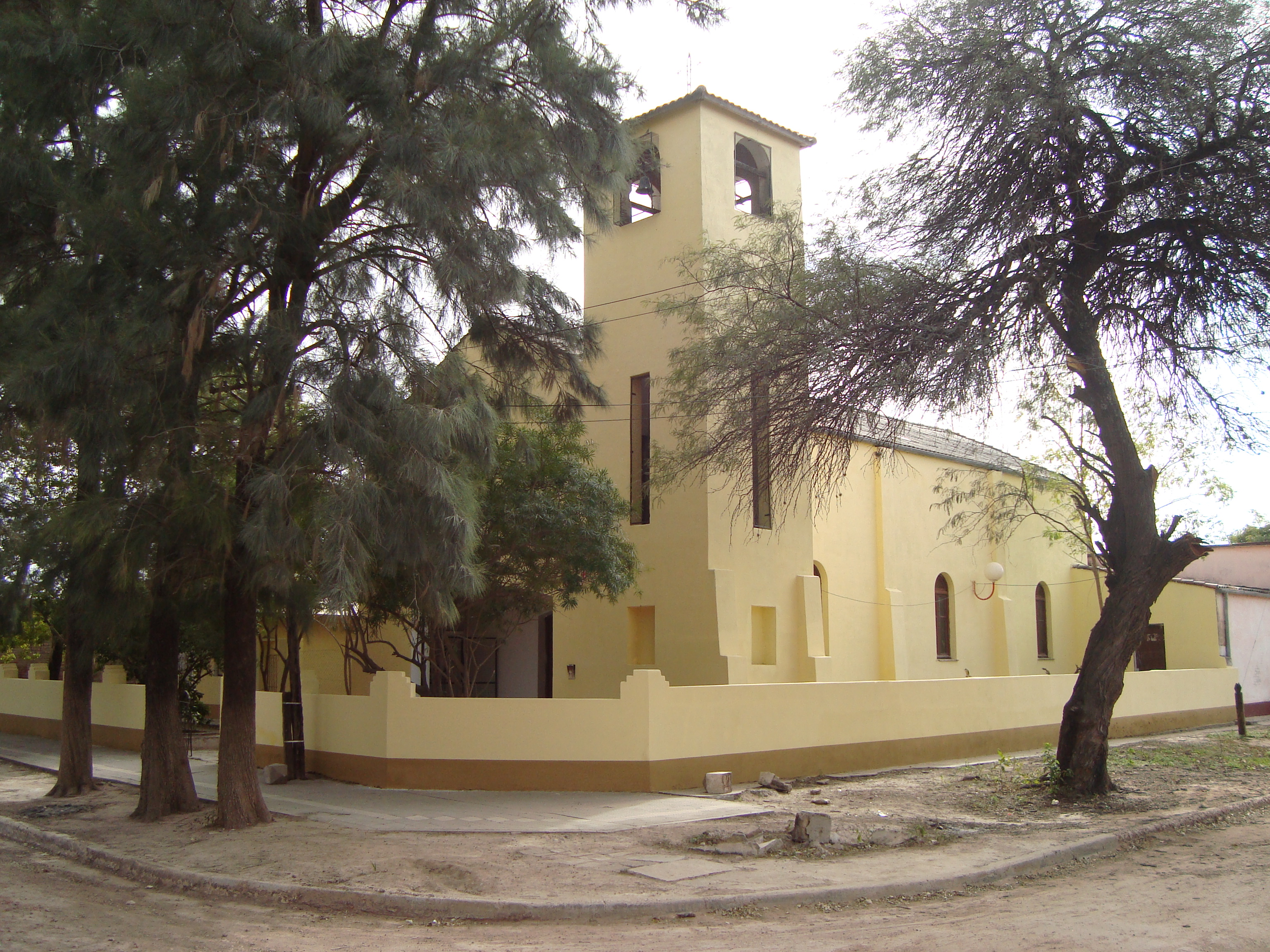
Parroquia de Herrera

| Gráfica de evolución demográfica de Herrera entre 1991 y 2010 |
|                                                               |
| Fuente: Censos nacionales del INDEC                           |

## Parroquias de la Iglesia católica en Herrera
En 1896 se creó la parroquia local llamada hasta el día de hoy Nuestro Señor de Mailín, cuya vice patrona es Nuestra Señora del Rosario. Los libros más antiguos de esta institución son de 1934 donde se registran los primeros bautismos a cargo del sacerdote Manuel Feijoó. La parroquia pertenece a la diócesis de Santiago del Estero.
A lo largo de su existencia fueron muchos los sacerdotes y religiosos que sirvieron a esta institución, siendo uno de ellos, el sacerdote Beniamino Riccardi de origen italiano, quien se desempeñó como párroco durante cuarenta años y contribuyó al crecimiento del pueblo en materia educativa tras desempeñarse también como docente en el colegio secundario República de Venezuela, cómo defensor junto a otros vecinos del Instituto del Formación Docente ante el intento de expropiación de este y como principal contribuyente de fondos para la fundación de la Escuela de la Familia Agrícola Avellaneda.
En la actualidad la parroquia cuenta con salón y casa parroquial.
| Diócesis  | Santiago del Estero        |
| --------- | -------------------------- |
| Parroquia | Nuestra señora del Rosario |

## Educación
La localidad de Herrera cuenta con tres escuelas primarias junto a sus respectivos jardines de infantes, un colegio secundario y un instituto de formación docente.
Escuela primaria Amancio Alcorta
Su fundación fue en 1896 a consecuencia del artículo 5° de la Ley 1.420 del año 1884 que estableció que las comunidades que posean de 300 a 500 habitantes deben contar al menos con una escuela pública, gratuita y obligatoria. Tal fundación generó un gran avance en la educación del pueblo en la que el 85% de sus habitantes eran analfabetos, según datos del censo del año 1895.
Escuela primaria Provincia de Jujuy
Creada en el año 1927 y denominada por ese entonces “Escuela Infantil Herrera”, funcionó en sus inicios en la casa de Don Maclovio Peralta. No se sabe con certeza el año en que se inauguró su actual edificio, esto debido a la falta de información como consecuencia de varias adversidades.
Escuela primaria Elías Gubaira
En 1934 se crea la escuela Nro. 468 de Tala Pozo, en 1952 se inaugura el edificio escolar con la arquitectura de las escuelas del gobierno de Juan Domingo Perón (plan quinquenal). Su primera directora fue la señora Manuela Barrionuevo. En 2002 se rebautiza con el nombre de Elías Gubaira, en homenaje a quien fuera el donante de los terrenos.
Colegio secundario República de Venezuela
Se creó en el año 1972 con el nombre de Colegio Agrotécnico Nro. 3. Su primera rectora fue la profesora Fares y funcionó inicialmente en el edificio de la escuela Elías Gubaira. Contaba con campos, maquinarias, animales de granja y de corral para las clases agrícolas-ganaderas. En aquella época contaba con dos albergues para estudiantes, casilla para sereno, servicio de comedor, sanitarios, agua fría y caliente. Años después cambió de modalidad y pasó a llamarse República de Venezuela, con la carrera de bachillerato con orientación docente y pasó a funcionar en el edificio de la escuela primaria Provincia de Jujuy. Actualmente la carrera secundaria con orientación en humanidades y ciencias sociales. Desde finales del año 2019 esta institución cuenta con su propio edificio al que alumnos residentes de esta localidad y provenientes de localidades vecinas asisten a clases durante los turnos mañana y tarde.
Instituto de Formación Docente N.º 12
Es la casa de estudios terciarios más longeva del departamento Avellaneda. Creada en 1983, con la profesora Mirta Martínez como su primera rectora, en ella se cursaba la carrera de profesor para la enseñanza primaria. Hoy se cursan dos carreras docentes y se desarrollan tareas de capacitación y actualización docente.
La educación es un pilar pendiente a desarrollar a nivel provincial que se caracteriza en su composición de nivel primario y secundario. 
Los maestros son icónicos de todos los pueblos del norte argentino y Santiago del Estero; en especial Herrera no está exenta de dicha cualidad. 
Por cuestiones de escasez de oportunidades laborales, la única profesión que garantiza a los jóvenes de Herrera la posibilidad de tener ingresos a largo plazo es la docencia.

## Entidades deportivas
Club Atlético Central Argentino
Fue fundado en el año 1915 con el nombre de Club Ferroviarios Unidos, por iniciativa de un grupo de ferroviarios para impulsar la práctica del fútbol a nivel local y regional. Años después en 1947 será rebautizado cómo Club Atlético Central Argentino. Su presidente don Elías Navarro junto a vecinos como los hermanos Delfín, Gurmensindo, José y Francisco Giménez, Dionisio Pogonza, Antonio Torrillas, "Uqui" Quiñonez, Raúl Iribarren, Moreira Bravo, "piola" Acosta, Barón Valentini, le darán verdadero crecimiento a la institución.
En los años 60 Navarro convocará a jóvenes visionarios como Mario Ponce, Norberto Navarro, Carlos Soto, Pedro Soto, entre otros, para redactar el primer estatuto, habilitar libros de socios, registros contables, a la vez que emprendieron la gran proeza de levantar la sede social. Don Mario Ponce con sus 84 años recuerda claramente el entusiasmo de las familias ferroviarias, quienes por medio de espectáculos bailables recaudaron fondos para construir dicha sede. La misma llegó a tener cancha de bochas, ring de boxeo, cancha de básquet y tinglado, además de su campo de futbol. Los eventos organizados convocaron figuras de renombre como Ernesto Montiel, Ramona Galarza, Arnaldo Rodríguez y su orquesta de tango, Los Huairas de la provincia de Salta, Oscar Benébole y su conjunto, orquestas de Jazz de la Ciudad de Ceres, la prestigiosa emisora LV11 con sus locutores Zuny Fila y Juan Manuel Carabajal trasmitieron en vivo más de una vez las finales de la Liga y el tradicional Baile de la Primavera. Un jovencito de unos 15 años llamado Mario Navarro era el encargado de encender las 8 lámparas a Kerosene para iluminar la pista y preparar el amplificador de sonido a cuerda, con 2 micrófonos y 2 bocinas. Doña Edelmira Zucatti "mema" destaca la gran tarea de las mujeres centralistas quienes siempre estuvieron a la par de los hombres para sacar el club adelante.
Con los años aquella primera sede de paredes de adobe y postes de quebracho fue transformándose en una moderna instalación que guarda en la memoria colectiva de su gente los gloriosos momentos vividos y que se plasman en los numerosos trofeos y fotografías que ornamentan el salón de reuniones. Fue don Mario Ponce junto con don Emilio Iribas quienes fundaron la Liga Avellaneda de Futbol que estuvo integrada por representantes de Herrera, Colonia Dora, Icaño, Real Sayana, Casares y Pinto, y que llegó a ser pionera en la organización de eventos deportivos. Hoy el club cuenta con un estadio de futbol con moderna iluminación, a la vez que convoca a niños y jóvenes para integrarlos a las distintas actividades que la institución les ofrece; entre ellas podemos mencionar la escuelita de futbol "Sacachispa Pogonza", agrupación de básquet, La escuela de Patín Artístico, Academia de Taekuondo, y la cita obligada de las familias centralistas todos los 16 de noviembre para participar del Gran Baile Aniversario.
Club Sportivo Comercio
El 6 de enero de 1923 por iniciativa de un grupo de vecinos se funda el Club Sportivo Comercio. El mismo llevó ese nombre por estar situado en la avenida del Comercio (hoy avenida San Martín). En esa oportunidad la Comisión Directiva estuvo integrada por: presidente: Miguel Roque. Vicepresidente: José Raed. Tesorero: Segundo Lugones. Secretario: Juan D. Roldán. Vocales: Teófilo Roque, M. Paz, Roberto Yadon, Santiago Costas.
En 1945 se inicia la construcción de la Sede Social, al principio fue un salón modesto de ladrillos y paredes de adobe; ello fue necesario un arduo trabajo ya que gran parte de los materiales debieron ser trasladados desde la escuela Amancio Alcorta que por aquel entonces estaba siendo remodelada. Doña Olga Montes "chela", recuerda que el predio estaba cercado por alambres y en su interior estaban las hamacas, los sube y baja, la cancha de tenis con piso de ladrillo picado a la vez que servía de cancha de básquet. Con los años el salón resultó pequeño y una segunda remodelación de la escuela Amancio fue la oportunidad justa para aprovechar ese material (ladrillos, mosaicos, tirantes y aberturas) y ampliar la sede del club. Así fue como nuevamente hombres y mujeres teniendo como única meta el progreso de su querida institución entregaron hasta el último esfuerzo para levantar ladrillo a ladrillo el nuevo salón, la pista y la cancha de básquet.
En el año 1997 por medio del programa nacional (FOPAR), se construyó el gran tinglado, una estructura inmensa de 150 metros cuadrados jamás visto. Se cambiaron los mosaicos y se culminó con el cierre perimetral del campo de futbol. Más tarde nuevos adelantos en materia de infraestructura posicionaran al CSC como uno de los más grandes y modernos del sudeste santiagueño. Hoy luce orgulloso su Salón de Usos Múltiples de 60 metros cuadrados bautizado con el nombre de "chica Zerda" en reconocimiento a la señora María Angélica Zerda, pionera en el trabajo con las mujeres de la Comisión de Damas. Cantinas, bufé, secretarías, escenario con camerín y la primera radio de frecuencia modulada de última generación, son algunos de los logros alcanzados por esta institución en los últimos años. Sin duda alguna que todo este crecimiento fue gracias al esfuerzo de su gente, pero también es justo reconocer a quienes tuvieron la difícil tarea de conducir los destinos de la institución a lo largo de estos 96 años. Miguel Roque, Jorge Pfeiffer, Elías Gubaira, Absalón Herrera, Dionisio Villarreal, Domingo Bravo, Emilio Raed, Edmundo Raed, José Goy, Gilberto Azar, Emilio Pacheco, Vicente Pacheco, Faustino Montes, Emilio Iribas, Francisco Palavecino, José Luis Silvestroni, Gabriel Yñiguez, Juan Carlos Pajón, Gerardo Zerda, Williams Díaz, Marcos Gamarra, Marcelo Aragón, Juan Acuña y Carlos Cabrera, han sabido presidir e interpretar las aspiraciones de su gente, muchos de ellos en épocas muy difíciles, entregando todo cuanto pudieron por verlo pujante e integrado plenamente a la vida deportiva y social de la comunidad.

## Medios de difusión
El principal medio de comunicación y difusión de la localidad de Herrera es la radio de frecuencia modulada, que cuenta con dos emisoras. La primera de ellas es la “FM Avellaneda” creada en 1994 por el señor Mario Navarro, quien actualmente sigue desempeñándose en este medio. Y la más joven es la “FM Sportivo Comercio”, la cual se destaca en la zona por ser la única señal FM perteneciente a un club deportivo.

## Parajes aledaños
Paraje es un término que se utiliza en los pueblos de habla hispana para denominar un punto geográfico de una provincia o estado que puede estar habitado o no, y que generalmente cuenta con pobladores dispersos en un área rural.
Entre los más importantes, se encuentran: paraje Gramilla, Guañagasta, Campo Alegre, San Antonio, etcétera.